# Ludwig Bockholt

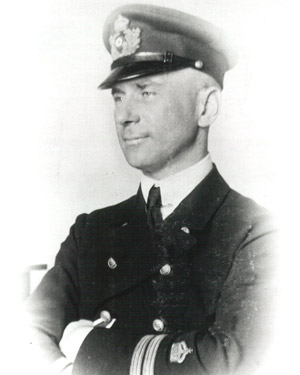
Kapitänleutnant Ludwig Bockholt

Ludwig Bockholt (* 1. März 1885 in Heerdt; † 7. April 1918 in der Straße von Otranto) war ein deutscher Luftschiffkommandeur und Kapitänleutnant der Kaiserlichen Marine.

## Karriere
Zu Kriegsbeginn war Bockholt, der 1903 in die Marine eingetreten war, Wachoffizier auf dem Großlinienschiff Prinzregent Luitpold. Er wechselte im Oktober 1916 zur Marineluftschiffabteilung, wobei er dort vom 30. März 1917 bis zum 13. Juni 1917 als Kommandant des Zeppelins LZ 66/L 23, vom 13. August 1917 bis zum 15. September 1917 Kommandant des LZ99/L54 und vom 26. September 1917 bis zum 8. Oktober 1917 Kommandant des LZ 102/L 57 eingesetzt wurde. Seit dem 3. November 1917 war Bockholt Kommandant des LZ 104/L 59.
Als Kommandant von LZ 66/L23 gelang Bockholt am 23. April 1917 ein Husarenstück, als er die norwegische Dreimastbark Royal beim Horns Rev in der Nordsee aufbrachte und als Prise nach Cuxhaven einbringen ließ. Es ist dies der einzige Fall in der Geschichte, dass ein Luftschiff ein Schiff auf See aufgebracht hat.
Er stellte 1917 einen Langstreckenflugrekord (im Fachjargon eigentlich: Langstreckenfahrtrekord) auf, als er mit dem Luftschiff LZ 104 in 95 Stunden und 5 Minuten eine Strecke von 6757 km zurücklegte.
Bockholt starb, als die LZ 104 am 7. April 1918 aus ungeklärter Ursache, wahrscheinlich ohne Feindeinwirkung, bei einer Angriffsfahrt auf Malta über der Straße von Otranto abstürzte.

## Ehrungen
Die Bockholtstraße in Ingolstadt, Neuss und Bochum sind nach ihm benannt.